# Olga Rudenko
Olha Rodenko (Ucrânia, 1989) é uma jornalista ucraniana que trabalhou para o jornal Kyiv Post e ajudou a fundar o Kyiv Independent em 2021, onde é editora-chefe. Foi capa da revista Time em 2022 que a colocou na lista Next Generation Leaders.

## Biografia
O pai morreu quando ela tinha quatro anos e foi criada pela mãe em Dnipro. Embora aconselhada a seguir a carreira de economia, optou pelo jornalismo, que estudou na universidade da cidade.
Após terminado o curso trabalhou como estagiária num jornal local. Em 2011, mudou-se para Kiev e começou a trabalhar para o jornal Kyiv Post como jornalista de estilo de vida, tendo contribuído para a versão do site do jornal em língua ucraniana. Posteriormente, escreveu vários artigos em inglês, nomeadamente sobre o conflito russo de 2014 na região de Donbas, no leste da Ucrânia. Em 2016, foi nomeada editora nacional e no ano seguinte tornou-se adjunta do editor-chefe do jornal.
Em 2021, Rudenko aceitou a oferta de uma bolsa do Stigler Center para frequentar a University of Chicago Booth School of Business. Estava em Chicago, quando vários dos colegas do Kyiv Post foram demitidos pelo proprietário do jornal porque se recusaram a trabalhar com um editor recém-nomeado que havia sido contratado para garantir que o jornal escrevia menos artigos em que o governo liderado  presidente Zelensky era criticado. Rudenko juntou-se aos colegas que, em novembro de 2021, criaram uma agência de notícias independente, o Kyiv Independent. Foi eleita por unanimidade para ser sua editora-chefe e, em 2022, liderava uma equipa composta por 24 jornalistas e editores.
Quando a invasão russa da Ucrânia começou em fevereiro de 2022, a cidade de Kiev foi imediatamente bombardeada. Com a probabilidade de perda das linhas de telefone e internet, Rudenko mudou-se para o oeste da Ucrânia, onde continuou a trabalhar, relatando o desenrolar da guerra e os efeitos desta no seu país.
Em maio de 2022, a Time Magazine nomeou Olga Rudenko como uma das suas Next Generation Leaders e colocou-a na capa da edição dupla de maio. Na entrevista que deu à revista, sobre a forma de como as reportagens se foram alterando à medida que a invasão russa da Ucrânia acontecia, Rudenko declarou: "Parecia que estávamos a defender a essência do jornalismo".

## Ligações Externas
- Conta do Twitter (@olya_rudenko)
- Vídeo da revista Time com Olga Rudenko.
- Hariman Institute, Columbia University entrevista com Olga Rudenko.